# 사리푸트라
사리푸트라(舍利弗, 산스크리트어: Śāriputra) 또는 사리풋다(팔리어: Sāriputta), 사리불(舍利佛)은 석가의 십대제자 가운데 한 사람이다. 지혜제일이라고 불린다. 
산스크리트어 발음으로는 "사리푸트라"라고 하지만, 대한민국에서는 사리불이라고 더 많이 알려져 있다.
반야심경에 나오는 사리자가 바로 사리푸트라(사리불)이다.

## 이름의 뜻
사리푸트라(사리불)의 어머니 이름은 "사리"이다. 산스크리트어 푸트라(Putra)는 아들이라는 뜻이므로, 이름의 뜻은 사리의 아들이라는 뜻이다.

### 사리불(舍利佛)
중국과 대한민국 불교에서 흔히 사리불이라고 부르는 이유는 산스크리트어 푸트라(Putra)를 음차하여 "부처 불(佛)"이라는 글자로 썼기 때문이다.
하지만 실제로 부처이기도 하다. 석가모니불은 사리푸트라(사리불)가 이미 아나함과(아라한)를 성취하여, 윤회를 벗어났다고 증명해줬다.

### 사리자(舍利子)
반야심경에서 "사리의 아들"이라는 뜻으로 사리자(舍利子)라고 부른다.

## 생애

### 탄생
마가다의 수도 라자그리하 밖에 있는 나란다의 부자 바라문 티사의 아들로 태어났다. 그래서 "우파 티사"라고 불렀다. 하지만 이미 알듯이 어머니 사리에게서 받은 이름인 사르푸트라(사리불)가 더 유명하다.

### 어린 시절
얼굴이 잘 생겼었고, 학문과 기예를 익혔다. 특히 베다에 통달했다. 16세에 종교 이론들을 해석하고 논박하였다. 자신과 다른 이론들까지 굴복시켰으며, 목련존자와 친한 친구사이였다.

### 출가를 결심
사르푸트라(사리불)는 친한 친구인 목련존자(목건련)와 축제를 보러갔다. 둘은 많은 사람들이 즐거워하는 모습을 보고, "100년 뒤에는 이 사람들은 볼 수 없겠지?"라는 대화를 서로 나누고는 인생무상을 느끼고 출가를 결심했다.

### 첫번째 스승(육사외도)
사르푸트라(사리불)과 목련존자(목건련)가 처음 스승으로 삼은 사람은 여섯 외도 중 한 사람인 "산자야비라지자"였다. 7일 만에 첫 스승의 가르침을 모두 통달하였고, 250명의 스승이 되었다. 하지만 "산자야비라지자"는 고통에서 벗어나는 길을 알려주지 못했고, 이에 다른 스승을 찾아나선다.

### 석가모니불의 제자
사르푸트라(사리불)는 탁발을 나온 석가모니불 제자와의 문답을 통해 바로 "제법무아(諸法無我)"를 깨달아버렸다. 자신의 제자 250명을 데리고 죽림정사로 가서 석가모니불의 제자가 되었다. 물론 목련존자(목건련)도 석가모니불의 제자가 되었다.
거의 보름 만에 아라한(아나함과)이 되어, "번뇌와 집착"을 떠나버렸다. 음차한 한자어 사리불처럼 부처(불)가 된 것이다.

### 열반
사르푸트라(사리불)의 친한 친구인 목련존자(목건련)가 외도에게 폭행을 당하여 열반(죽음)에 들어버렸다. 이 소식을 들은 사르푸트라(사리불)는 석가모니불에게 자신이 먼저 열반에 들기를 청했다.
석가모니불이 한 겁(한 우주가 생겼다 사라지고 다시 새로운 우주가 생기는 시간) 뒤에 열반에 들어라고 하자, 사르푸트라(사리불)는 석가모니불이 그렇게 하면 자신도 그렇게 하겠다고 한다.
그리고 다시 자신이 먼저 열반에 들기 청하는데, 석가모니불의 열반(죽음)을 눈으로 볼 수 없다는 것을 이유로 삼았다. 석가모니불이 보니 사르푸트라(사리불)의 수명이 다한 것을 알고 허락하였다.
친동생 쭌다와 집으로 돌아가 어머니 "사리"에게 마지막 설법을 하고는 음력 11월 보름에 열반에 들었다.

## 일화
사리푸트라(사리불)는 아라한(아나함과)이 되었기에 화내는 마음이 사라졌는데, 이에 관한 일화가 있다.

### 사위성의 인욕자
사위성 사람들은 사리푸트라(사리불)가 잘 참는 인욕자라고 칭찬을 했다. 그러자 어떤 젊은이가 사리푸트라(사리불)의 등을 힘껏 때렸다. 사리푸트라(사리불)은 "이게 뭔가?"하면서 혼잣말을 하고는 다시 걸어가 버렸다.

### 어머니와의 일화
사리푸트라(사리불)의 어머니 "사리"는 4남 3녀를 두었었다. 그러나 장남인 사리푸트라(사리불)가 출가를 하자, 다른 자식들도 모두 출가를 하여 아무도 남지 않게 되었다. 그래서 "사리"는 아들 사리푸트라(사리불)에게 서운한 마음이 있었다.
사리푸트라(사리불)가 고향에 와서 탁발을 하자, 어머니가 심하게 꾸짖었다.
팔십만 냥이나 되는 거대한 재산을 버리고서는 남이 주는 밥찌꺼기를 먹고, 시큼하게 상한 쌀죽도 버리지 않고 먹고, 머리를 밀고 가사를 입은 이상한 사람들과 집집마다 돌아다니며 국자 뒷면을 핥고 다닌다고 모욕을 했다. 그리고 집안을 망쳐버렸다고 했다.
그래도 사리푸트라(사리불)는 아무 말없이 탁발해서 돌아갔다.